# Olivier Dutheillet de Lamothe
Pour les articles homonymes, voir Lamothe.
Olivier Dutheillet de Lamothe, né le 10 novembre 1949 à Neuilly-sur-Seine, est un haut fonctionnaire et avocat français, membre du Conseil d'État, ancien membre du Conseil constitutionnel.

## Famille
Il est le fils d'Alain Dutheillet de Lamothe (1919-1972), membre du Conseil d'État et ancien commissaire du gouvernement, avocat général à la Cour de justice des Communautés européennes, et le père de Louis Dutheillet de Lamothe (né en 1983), auditeur puis maître des requêtes au Conseil d'État, ancien responsable du Centre de recherches et de diffusion juridiques (CRDJ) et rapporteur public, secrétaire général de la CNIL.

## Formation
Ancien élève du lycée Pasteur de Neuilly, il est diplômé en 1970 de l'Institut d'études politiques de Paris (Sciences Po), lauréat de la section Service public. L'année suivante, il est licencié en droit public. Entre 1973 et 1975, il suit les cours de l'École nationale d'administration, dont il sort major de la promotion Léon Blum.

## Membre du Conseil d'État et du Conseil constitutionnel

### Affectation au Conseil d'État
À la sortie de l'ENA, il choisit d'intégrer le Conseil d'État, où il devient auditeur en 1975, et rapporteur de 1975 à 1977. Il est ensuite désigné responsable du centre de documentation et de coordination du Conseil d'État, rédigeant ainsi les chroniques de jurisprudence du Conseil d'État dans la presse juridique spécialisée, avec Michèle Nauwelaers, puis avec Yves Robineau. Il est nommé aux fonctions de maître des requêtes en 1979.

### Conseiller technique, puis directeur des relations du travail et conseiller à l'Élysée
Entre 1979 et 1981, il est conseiller technique au cabinet de Jacques Barrot, alors ministre de la Santé et de la Sécurité sociale. À la suite de l'alternance de 1981, il réintègre le Conseil d'État où il est nommé commissaire du gouvernement et membre de la section sociale du Conseil d'État. Entre 1985 et 1986, il est également conseiller juridique de la direction générale de l'aviation civile (DGAC).
En 1987, il est nommé directeur des relations du travail auprès du ministre des affaires sociales et de l'emploi de l'époque, Philippe Séguin.
Il est nommé conseiller d'État en 1992, alors qu'il est détaché auprès du ministre du travail, afin d'exercer les fonctions de directeur des relations du travail, fonctions qu'il cesse d'occuper en 1995.
Alors que le scandale de l'amiante commence à prendre de l'ampleur en France, il est nommé conseiller social à l'Élysée, auprès de Jacques Chirac, de 1995 à 1997, puis secrétaire général adjoint de 1997 à 2000,. Il contribue à la rédaction de l'étude du Conseil d'État de 2001 relative à "l'influence internationale du droit français" en rédigeant la partie traitant de la place respective du droit romano-germanique et du droit anglo-saxon dans l'ordre juridique international. Il est également professeur associé à l'IEP de Paris à partir de 2001.

### Nomination au Conseil constitutionnel
Il est nommé le 26 février 2001 au Conseil constitutionnel, en remplacement de Georges Abadie. Son décret de détachement du Conseil d'État est signé le 19 avril suivant et son détachement prolongé pour une durée de quatre ans en 2006, afin de lui permettre de continuer à exercer ses fonctions de membre du Conseil.

### Retour au Conseil d'État
À la fin de son mandat, en 2010, il réintègre le Conseil d'État. Il est nommé président de la section sociale du Conseil d'État en 2011, succédant à Yannick Moreau,.
À la suite des assises du ferroviaires de 2012, Nathalie Kosciusko-Morizet, ministre des transports, lui demande un rapport sur les conditions de l'harmonisation du cadre social de l'ouverture à la concurrence des services ferroviaires régionaux de voyageurs. Le rapport est remis le 24 juillet 2012 à Frédéric Cuvillier, nouveau ministre des transports, qui indique qu'il « ne se sent pas engagé par ce rapport ». Le rapport n'est pas rendu public.

## Carrière d'avocat
Après avoir été admis à faire valoir ses droits à la retraite du Conseil d'État en septembre 2014, il est recruté quelques semaines plus tard en tant qu'avocat spécialisé en droit social au sein du cabinet CMS Bureau Francis Lefebvre. Il y occupe actuellement le rang d'avocat associé. En 2015, il est membre de la commission Badinter, chargée de proposer une réforme du code du travail en le réduisant à ses « principes essentiels » : le rapport de la commission est déposé en janvier 2016.

## Scandale de l'amiante
Olivier Dutheillet de Lamothe fait l'objet de poursuites, en 2012, dans l'affaire de l'amiante, pour homicide et blessures involontaires, avec Martine Aubry, directrice des relations du travail de 1984 à 1987. Après une invalidation de l'annulation de sa mise en examen par la Cour de cassation dans un arrêt du 10 décembre 2013,, la chambre d'accusation de la cour d'appel de Paris annule cette mise en examen dans une décision du 27 juin 2014. Olivier Dutheillet de Lamothe est ensuite définitivement mis hors de cause par la Chambre criminelle de la Cour de cassation le 14 avril 2015,,, en l'absence de négligences lui étant imputables dans la surveillance de la réglementation alors en vigueur et faute, pour lui, dans le contexte des connaissances scientifiques de l’époque à laquelle se sont déroulés les faits, d'avoir pu mesurer la particulière gravité du risque auquel il aurait exposé les victimes.

## Carrière
- 1975 : auditeur au Conseil d'État
- 1975-1977 : rapporteur près la section du contentieux
- 1977-1979 : responsable du centre de documentation et de coordination du Conseil d'État
- 1979 : maître des requêtes au Conseil d'État
- 1979-1981 : conseiller technique au cabinet de Jacques Barrot, ministre de la Santé et de la Sécurité sociale
- 1981-1986 : commissaire du gouvernement près l'Assemblée du contentieux et les autres formations de jugement du Conseil d'État
- 1981-1986 : membre de la section sociale du Conseil d'État
- 1985-1986 : conseiller juridique de la direction générale de l'Aviation civile
- 1986-1987 : conseiller auprès de Philippe Séguin, ministre des Affaires sociales et de l'Emploi
- 1987-1995 : directeur des relations du travail au ministère du Travail, de l'Emploi et de la Formation professionnelle
- 1992 : conseiller d'État
- 1995-1997 : conseiller social à la présidence de la République
- 1997-2000 : secrétaire général adjoint de la présidence de la République
- 2000-2001 : rapporteur près la section du contentieux, chargé d'une étude sur la place respective du droit romano-germanique et du droit anglo-saxon dans l'ordre juridique international (section du rapport et des études).
- 2001 : professeur à l'Institut d'études politiques de Paris
- 2001-2010 : membre du Conseil constitutionnel
- 2010 : réintègre le Conseil d'État.
- 2011-2014 : président de la section sociale du Conseil d'État[48].
- Depuis 2014 : avocat of counsel[35], puis avocat associé[36] au sein du cabinet CMS Bureau Francis Lefebvre

## Décorations
- Commandeur de la Légion d'honneur Il est fait chevalier le 29 mars 2002[49], est promu au rang d'officier le 22 avril 2011[50], puis commandeur le 13 juillet 2019[51].
- Chevalier de l'ordre national du Mérite

## Œuvres
- Au carrefour de l'économique et du social : la politique de l'emploi (2002)
- Politique de l'emploi et dynamique des entreprises (2005)
- Les droits-créances constitutionnels (2008)